# La Santísima Trinidad
La mission jésuite de La Santisima Trinidad del Paraná, (en français : la Très Sainte Trinité), est une ancienne réduction guaranie au Paraguay. Fondée en juin 1706 elle est une plus étendues et mieux conservées au Paraguay. Les ruines qui se trouvent à Trinidad, au nord de la ville d’Encarnación, au Paraguay, sont, depuis 1993, classées au patrimoine mondial de l’UNESCO. La ville contemporaine de Trinidad compte quelque 6 000 habitants.

## Histoire
Fondée en 1706 par le père Juan de Anaya la réduction comptait déjà 3000 indigènes guaranis en 1727. Construite en 1745 sa grande église de pierres est l’œuvre du jésuite missionnaire italien Giovanni Battista Primoli (1673-1747). Elle est remarquable par ses decorations sculptées dans la pierre. La réduction est une des dernières à être établies dans la région du fleuve Paraná.
L’établissement est un exemple de ‘réduction jésuite’ à l'urbanisme développé, c’est-à-dire de localité établie par les missionnaires jésuites pour rassembler en villes organisées - tout au long des XVIIè et XVIIIè siècles - des populations indigènes souvent nomades. Ces missions, aujourd’hui réparties sur un vaste territoire aux frontières des Brésil, Argentine et Paraguay ont été construites comme des sociétés autonomes qui existaient en dehors de la vie coloniale espagnole régulière, et intégrait les populations autochtones à la vie de foi chrétienne tout en respectant leur culture et langue.

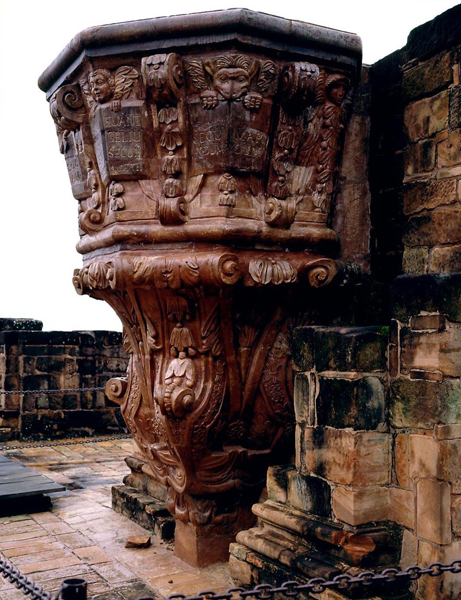
La chaire de vérité (dans l'église).

La ‘Santisima Trinidad’ (appelée localement les « ruines de Trinidad ») est le site historique le plus accessible et le plus fréquemment visité aujourd’hui. Située à une vingtaine de kilomètres au nord de la ville moderne d’Encarnación, Trinidad fut construite comme ville auto suffisante avec infrastructures humaines complètes : une place centrale (‘plaza mayor’) où les célébrations importantes ont lieu, telles que la messe et les mariages, une grande église avec clocher-beffroi, une école, des ateliers et jardins potagers, un musée et un grand nombre de logements familiaux pour la population guaranie.
L’expulsion des jésuites des colonies espagnoles en 1768 a finalement conduit à l’abandon de Trinidad et des autres réductions qui, pour la plupart, ont été laissées à l’abandon - le dôme s’écroula en 1775 - et furent victimes de pillage par des chercheurs d’or ou d’objets d’art. Dns plusieurs cas, des petites bourgades modernes se sont créées à leurs côtés, adoptant le nom de la réduction.

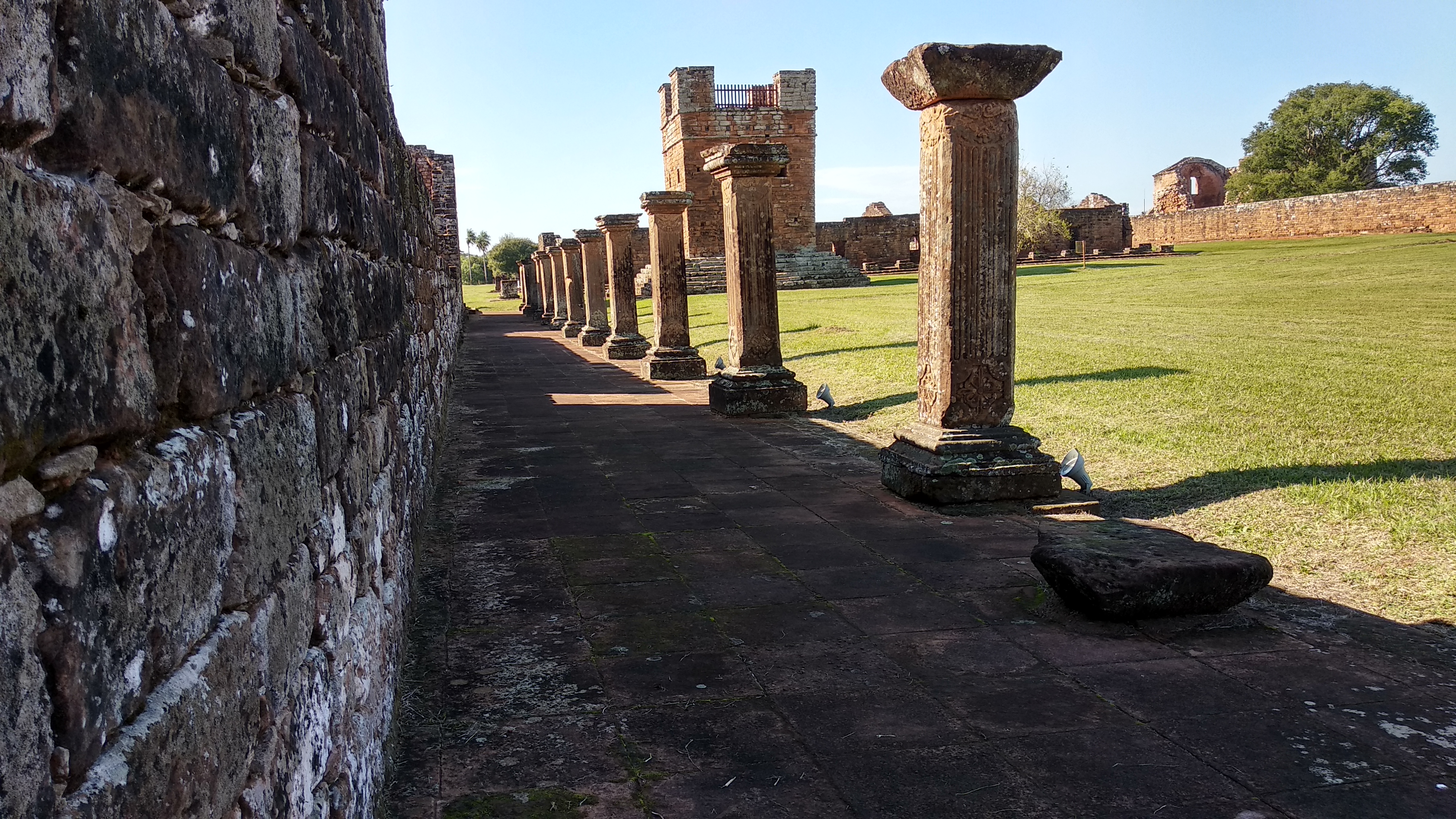
Cloître et vue générale.

En partie à cause de sa construction relativement récente (1706), la ’Santisima Trinidad’ a assez bien résisté aux ravages du temps. Depuis 1980 des sociétés historiques modernes contribuent activement à leur restauration et préservation en l’état actuel.
Avec celles de ‘Jésus de Tavarangue’ - qui se trouvent à 10 km de distance - les ruines de la ‘Santisima Trinidad’ ont été ajoutées à la liste du patrimoine culturel mondial de l’UNESCO (au Paraguay), en sa session de 1993 (ID N°648).